# Jeanne Shaheen

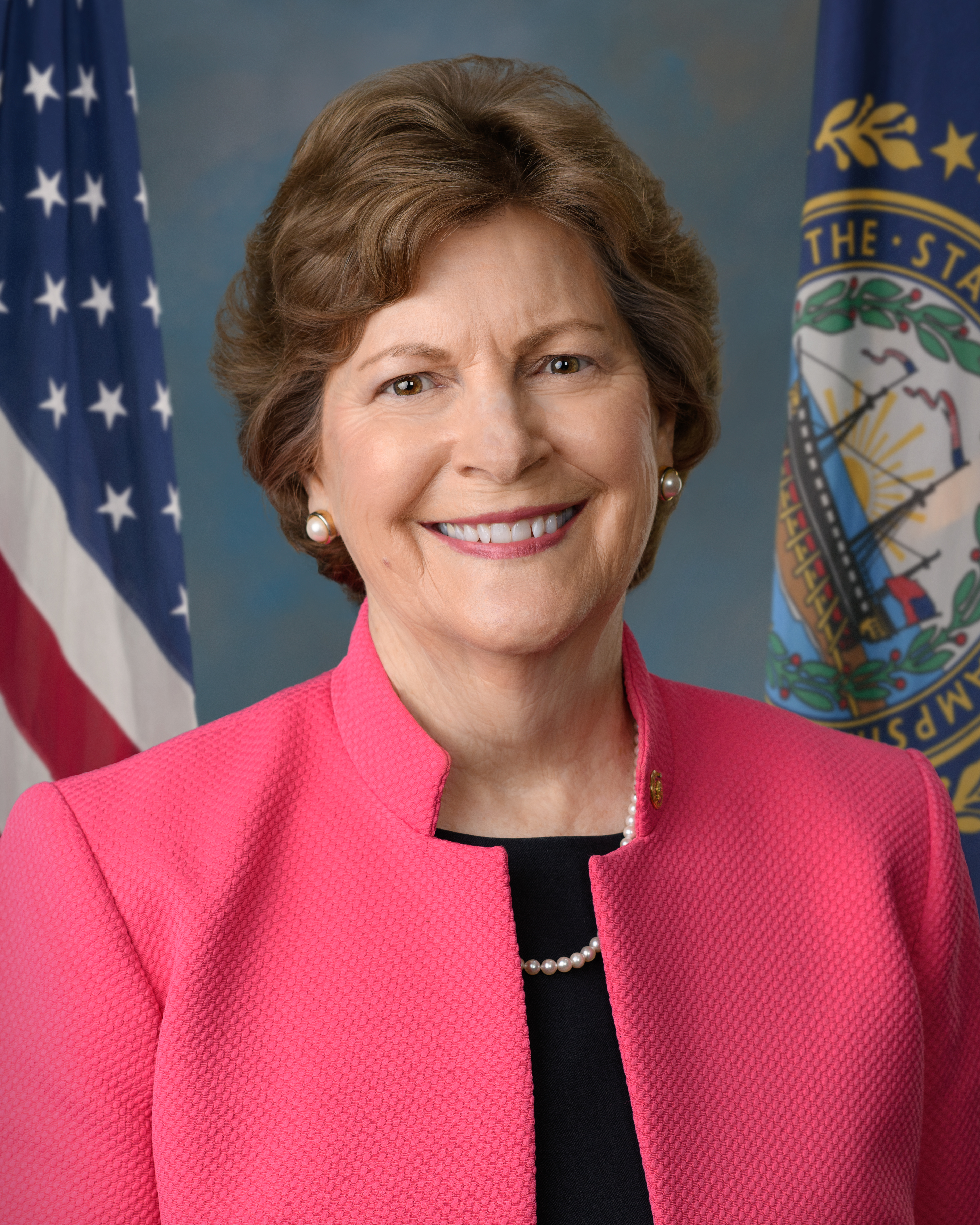
Jeanne Shaheen (2021)

Cynthia Jeanne Shaheen (* 28. Januar 1947 in Saint Charles, Missouri als Cynthia Jeanne Bowers) ist eine US-amerikanische Politikerin der Demokratischen Partei. Sie war von 1997 bis 2003 Gouverneurin des Bundesstaats New Hampshire, den sie seit Januar 2009 im US-Senat vertritt.

## Leben
Nach ihrer Schulzeit besuchte sie die Shippensburg University of Pennsylvania, wo sie den Bachelor in Englisch erreichte; danach wechselte sie an die University of Mississippi, wo sie den Master erhielt. Shaheen unterrichtete nach ihrer Studienzeit an einer High School in Mississippi und zog dann 1973 nach New Hampshire, wo sie als Lehrerin tätig war.
Shaheen begann sich politisch zu engagieren. Sie wurde 1990 in den Senat von New Hampshire gewählt. 1996, 1998 und 2000 wurde sie jeweils zur Gouverneurin von New Hampshire gewählt. Shaheen ist die erste US-Politikerin, die es geschafft hat, sowohl zur Gouverneurin eines Bundesstaates als auch zur Senatorin gewählt zu werden. Sie war zudem die erste Frau, die zur Gouverneurin von New Hampshire gewählt wurde.
2002 verzichtete sie auf eine weitere Kandidatur für das Gouverneursamt und bewarb sich stattdessen um einen Sitz im US-Senat. Jedoch unterlag sie dem Republikaner John E. Sununu. Im Vorfeld der Präsidentschaftswahl 2004 unterstützte sie John Kerry. Shaheen wurde im April 2005 Direktorin des Harvard Institute of Politics und folgte dem vormaligen Direktor Dan Glickman. Am 4. November 2008 trat sie zum zweiten Mal gegen John E. Sununu im Kampf um einen Senatssitz an und setzte sich diesmal mit einem Stimmenanteil von 52 Prozent durch; Sununu kam auf 45 Prozent. Ihren erfolgreichen Wahlkampf managte Robby Mook. Auch bei den Senatswahlen 2014 konnte sie sich bei allgemein schlechten Bedingungen für ihre Partei erneut durchsetzen. Ihr Gegner war der frühere Senator von Massachusetts Scott Brown. Nachdem Shaheen in Umfragen noch bis Herbst 2014 mit deutlichem Abstand geführt hatte, wurde es zuletzt ein knappes Rennen: Sie errang bei der Wahl am 4. November 2014 51,6 Prozent der Stimmen, für den Republikaner Brown votierten 48,4 Prozent. Am 3. Januar 2015 begann sie eine weitere sechsjährige Amtszeit als Senatorin für New Hampshire. Bei den Senatswahlen 2020 wurde sie wiedergewählt. Im März 2025 erklärte sie zur Senatswahl 2026 nicht erneut antreten zu wollen.
Shaheen ist eine vehemente Gegnerin des Projekts Nord Stream 2. 
Sie ist verheiratet mit dem Rechtsanwalt Bill Shaheen. Gemeinsam haben sie zwei Kinder.